# 馬里昂 (密西西比州)
馬里昂（英語：Marion）是位於美國密西西比州勞德代爾縣的城鎮。

## 人口
根據2020年美國人口普查的數據，馬里昂的面積為9.38平方千米，當中陸地面積為9.36平方千米，而水域面積為0.02平方千米。當地共有人口1751人，而人口密度為每平方千米187人。